# شبیه‌ساز شبکه
شبیه‌ساز شبکه (Network Emulation) یک تکنیک است که در آن خواص موجود و برنامه‌ریزی شده یا خواص غیر ایده‌آل شبکه، به منظور ارزیابی عملکرد و پیش‌بینی تأثیر تغییرها، یا تصمیم‌گیری در مورد بهینه‌سازی یک تکنولوژی، شبیه‌سازی می‌شود.

## روش‌های شبیه‌سازی
شبیه‌سازی شبکه می‌تواند با معرفی یکی از دستگاه‌های موجود بر روی LAN که در آن جریان بسته‌ها با تقلید رفتار ترافیک برنامه‌ها در محیط شبیه‌سازی، تغییر می‌کند، انجام گیرد. این دستگاه ممکن است یک کامپیوتر در حال اجرای یک نرم‌افزار همه منظوره برای انجام شبیه‌ساز شبکه یا یک دستگاه شبیه‌ساز خاص باشد. این دستگاه، انواع ویژگی‌های شبکه از جمله زمان رفت و برگشت در سراسر شبکه، مقدار پهنای باند موجود، مقدار بسته‌های گم شده، بسته‌های دوباره فرستاده شده، مرتب‌سازی مجدد بسته‌ها، دقت اعوجاج شبکه و… را شامل می‌شود.

رایانه‌های شخصی رومیزی را می‌توان به محیط شبیه‌سازی شده متصل کرد، به طوری که کاربران می‌توانند عملکرد و رفتار برنامه‌های کاربردی خود را در آن محیط، تجربه کنند. به‌طور مشابه، تلفن را می‌توان به محیط شبیه‌سازی متصل کرد، به این ترتیب کاربران به‌طور مستقیم می‌توانند کیفیت تماس‌های VoIP خود را مورد ارزیابی قرار دهند.

## Emulation, simulation and traffic generation
Emulation با simulation در یک شبکه متفاوت است؛ چون که Emulation به عنوان بک سیستم ظاهر می‌شود. در Emulation نودهای پایانی، کامپیوترها هستند که به شبیه‌ساز متصل شده و رفتاری مانند هنگامی که به یک شبکه واقعی متصل می‌شوند دارند.

Network Simulation عمدتاً برنامه‌هایی هستند که روی یک شبکه اجرا می‌شوند و شرح خلاصه‌ای از ترافیک شبکه (مانند ورود یک جریان فرایند) و آمار عملکرد شبکه (مانند اشغال بافر به عنوان یک تابع از زمان) را ارائه می‌دهند.

یک شبیه‌ساز شبکه(Emulator)، یک شبکه‌ای را که کامپیوترها به آن وصلند، شبیه‌سازی می‌کند، نه خود کامپیوترها را.

## نرم‌افزار شبیه‌ساز شبکه
در سیستم‌های لینوکس در حال حاضر، می‌توان با ابزار netem شبیه‌سازی (Emulator) را انجام داد.

## نمونه‌ای از نرم‌افزار شبیه‌ساز شبکه
NS-3 یکی از محبوب‌ترین شبیه‌سازهای شبکه رایگان است که می‌تواند به عنوان یک شبیه‌ساز با قابلیت‌های محدود استفاده شود.

## نرم‌افزار شبیه‌ساز روتر (مسیر یاب)
ابزار رایگان Dynamips